# Euphoresia chiloanga
Euphoresia chiloanga är en skalbaggsart som beskrevs av Brenske 1901. Euphoresia chiloanga ingår i släktet Euphoresia och familjen Melolonthidae. Inga underarter finns listade i Catalogue of Life.